# Czujnik osnowowy
Czujnik osnowowy – urządzenie krosna tkackiego, należące do grupy urządzeń kontrolno-zabezpieczających, kontrolujące nitki osnowy. 
Czujniki osnowowe stosowane są tylko w krosnach z napędem mechanicznym. Starsze konstrukcje krosien mechanicznych nie były wyposażone w czujniki osnowowe. 
Czujnik kontroluje nitki osnowy i w momencie zerwania się którejś z nich, zatrzymuje pracę krosna oraz sygnalizuje to zdarzenie. W różnych konstrukcjach krosien stosowane są bardziej lub mniej skomplikowane mechanizmy czujników.
- mechaniczne, lamelkowe – stosowane w starszych konstrukcjach krosien, zatrzymywały pracę krosna, bez sygnalizacji zrywu
- mechaniczno-elektryczne – stosowane w różnych typach krosien, z sygnalizacją zrywu. Prostsze konstrukcje nie posiadają sygnalizacji
- elektryczne – stosowane w różnych typach krosien, najczęściej wyposażone w układ sygnalizacji zrywu
- elektroniczne – stosowane w nowszych konstrukcjach, sygnalizują miejsce zrywu co ułatwia bardzo szybką lokalizację i usunięcie zrywu.

Zastosowanie czujników osnowowych zmniejsza liczbę błędów tkackich, ułatwia pracę tkacza oraz zwiększa wydajność tkalni.